# Val-Cenis
Ne doit pas être confondu avec Val Cenis, domaine skiable situé sur la commune, ou le val Cenise, une vallée.
 (août 2023).
Val-Cenis est une commune nouvelle située dans la vallée de la Haute Maurienne-Vanoise, dans le département de la Savoie en région Auvergne-Rhône-Alpes, frontalière avec l'Italie.
Elle a été créée le 1er janvier 2017 et regroupe les anciennes communes de Bramans, Sollières-Sardières, Termignon, Lanslebourg-Mont-Cenis et Lanslevillard qui deviennent communes déléguées. Son chef-lieu et sa mairie se situent à Termignon. Elle est depuis ce jour — en superficie — la deuxième plus grande commune de France métropolitaine, derrière Arles dans les Bouches-du-Rhône.
La station de sports d'hiver de Val Cenis est située sur le territoire de cette commune.

## Géographie

### Localisation
Commune des Alpes, Val-Cenis est située au sud-est de la Savoie dans la vallée de la Maurienne, sur un territoire nommé la Haute-Maurienne-Vanoise. Elle est positionnée à cheval entre le massif de la Vanoise et du Mont-Cenis, tout proche de la frontière italienne avec qui elle entretient des liens historiques.

### Communes limitrophes
Le territoire de la commune est limitrophe de nombreuses communes françaises et italiennes :
Les communes limitrophes sont  Aussois, Avrieux, Bardonnèche, Bessans, Champagny-en-Vanoise, Exilles, Jaillons, Montcenis, Novalaise, Pralognan-la-Vanoise, Tignes, Val-d'Isère et Vénaux.
| Pralognan-la-Vanoise | Champagny-en-Vanoise               | Tignes Val-d'Isère                                     |
| Aussois Avrieux      | Val-Cenis                          | Bessans                                                |
| Bardonnèche (Italie) | Jaillons (Italie) Exilles (Italie) | Vénaux (Italie) Moncenisio (Italie) Novalaise (Italie) |

### Géologie et relief

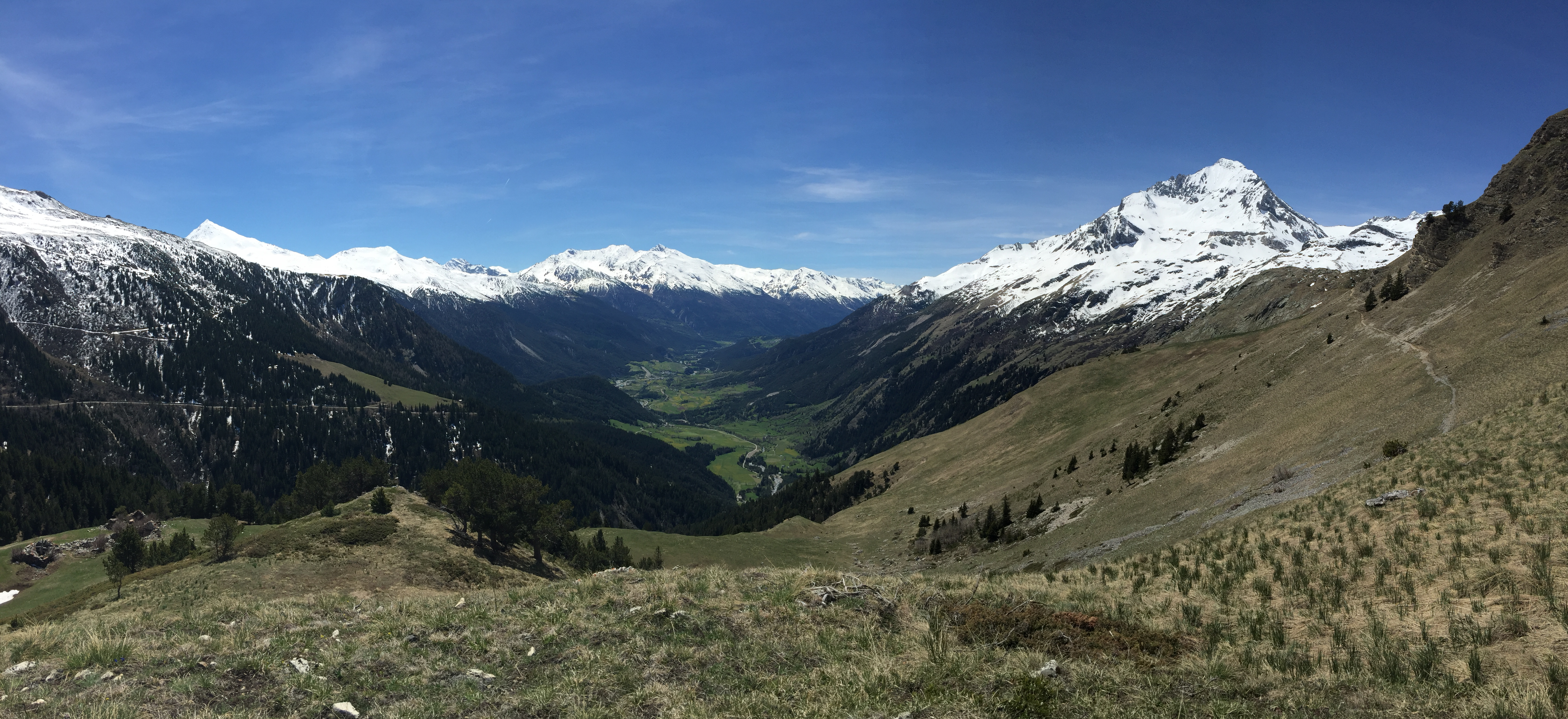
Une grande partie de la commune est installée au creux d'un cône de déjection.

Réunissant les territoires des cinq communes fusionnées, son altitude varie de 1 194 à 3 855 mètres et sa superficie est de 408,05 km2 soit la seconde plus grande commune de France métropolitaine en superficie.
La commune s'étire à cheval sur deux socles cristallins, dans les alpes internes. L'imposant et profond socle de la Vanoise, dit cristallin, rencontre le socle du massif interne du Grand-Paradis, dans la partie la plus orientale de la vallée. Le socle cristallin d'Ambin forme une continuité géologique et se superpose à la Vanoise en constituant les massifs de la barrière sud. À cela viennent s'ajouter les massifs de schistes lustrés, tels ceux de la pointe de Ronce, de la pointe de Charbonnel ou de l'aiguille de Scolette. La commune s'étire sur l'unité des massifs cristallins Grand-Saint-Bernard, Vanoise et d'Ambin, allant du Valais au val de Suse. Elle est partagée entre le massif de la Vanoise sur la rive droite de l'Arc, et le massif du Mont-Cenis sur la rive gauche. On y trouve donc une grande variété de roches métamorphiques, allant du gneiss et micaschiste, en passant par le quartzite, les schistes bleus, verts et lustrés (calcschistes), mais aussi des amphibolites (plus présentes sur le versant du Mont-Cenis), ainsi que des filons de roche magmatique,. Une carrière exploite une roche magmatique à grain fin et bleuté (porphyres schisteux). Ces roches destinées à l'ornement sont situées sur le versant du massif du Mont-Cenis. La commune et toute la région de Val Cenis est connue pour ses importants gisements de serpentinite. Une carrière a été exploitée jusque récemment entre Termignon et Sollières. Mais les risques liés à l'amiante présent en grande quantité dans cette roche ont poussé les autorités à fermer le site.

La commune est assise à cheval sur les socles cristallin d'Ambin (au premier plan) et de la Vanoise (massif et glaciers de la Chavière visibles au fond à droite).

Cette diversité offre à la fois une grande richesse de reliefs entourant la commune, mais aussi de végétation qui se développe grâce aux différents types de sols que ces roches offrent.
D'un versant à l'autre, on peut donc trouver des espèces végétales totalement différentes du fait de la nature plus ou moins acide des terrains. Les massifs environnants ont pu conserver une importante couverture sédimentaire, principalement faite de gypse, qui donne un aspect imposant aux différents massifs.
Ces importants gisements de gypses ont été  exploités jusqu'au début du XXe siècle pour la fabrication de plâtre et produits de construction. L'enduit alors très prisé a largement servi pour la décoration des façades d'habitation. Les maisons traditionnelles reflètent cette richesse, les murs étant constitués de quartzite et de gneiss, les toitures recouvertes de lauzes (calcschiste, gneiss et micaschiste), bardage de mélèze et enduit pour les façades. Cette profusion de roches, dans un secteur aussi limité, attire géologues et botanistes.

### Hydrographie
Il convient de se reporter aux articles consacrés aux anciennes communes fusionnées.

### Climat
Le climat y est de type montagnard :
- Été : sec et doux, pluviométrie l'une des plus basses de Rhône-Alpes, quelques journées orageuses.
- Hiver : sec et froid, temps neigeux rare mais important favorisé part[5] les retours d'est (neige en provenance d'Italie).

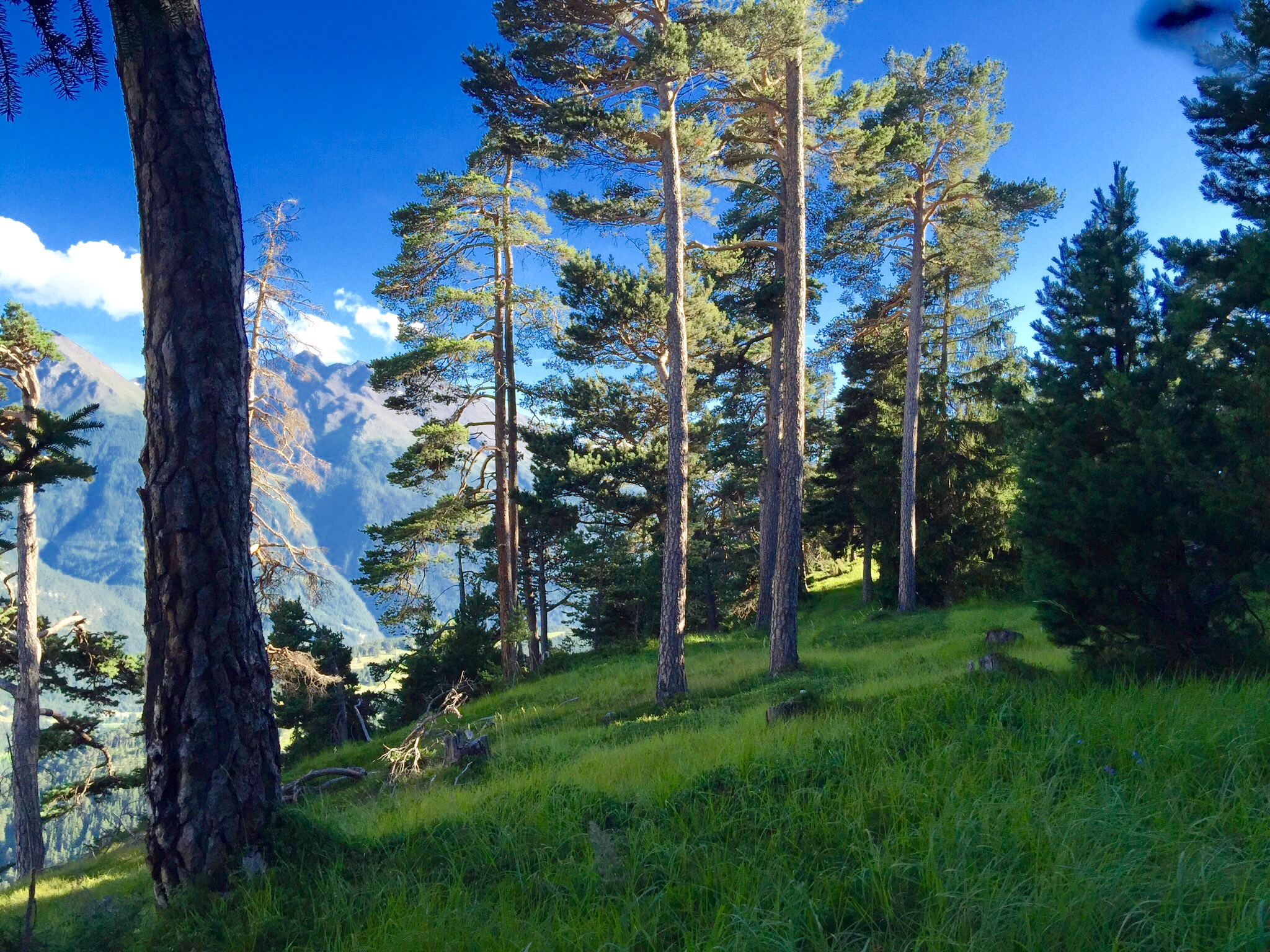
Site Natura 2000 : formations forestières et herbacées des Alpes internes, le climat particulier de la commune est propice aux espèces de conifères alpins.

Les villages, et surtout les hameaux de Sollières l'Endroit, Sollières l'Envers, Sardières, Termignon et Bramans situés sur l'adret, profitent d'une exposition privilégiée, avec un très fort ensoleillement, ce qui a notamment donné la racine du nom de Sollières. Un effet de foehn constant grâce au vent de sud-est appelé « la lombarde », souffle depuis la frontière italienne, et s'engouffre grâce aux nombreuses vallées qui descendent depuis la frontière italienne (Mont-Cenis ou Ambin par exemple) permettant ainsi de jouir d'un microclimat sec. En hiver, les retours d'est favorisent un enneigement conséquent et un climat très clément malgré son altitude.
Ce climat permet une production agricole, et notamment de fruits, à une altitude peu commune à cette latitude. Il n'est pas rare de voir cerisiers, pommiers et même abricotiers pousser dans les jardins. Ce phénomène climatique a encouragé les habitants à développer tout un système d'irrigation, grâce à de nombreux biefs mettant à profit l'ensoleillement et palliant les sécheresses estivales. On retrouve de très fortes similarités dans la gestion de l'agriculture et de l'irrigation en Valais.
La commune est donc partagée entre un adret particulièrement sec et chaud et une zone humide et froide sur l'ubac, favorisant un biotope varié et fragile, principalement composé de prairies sèches et landes alpines boréales, faisant l'objet de plusieurs arrêtés de protection. On appelle communément cette région l'« îlot de sécheresse » de la Haute-Maurienne.

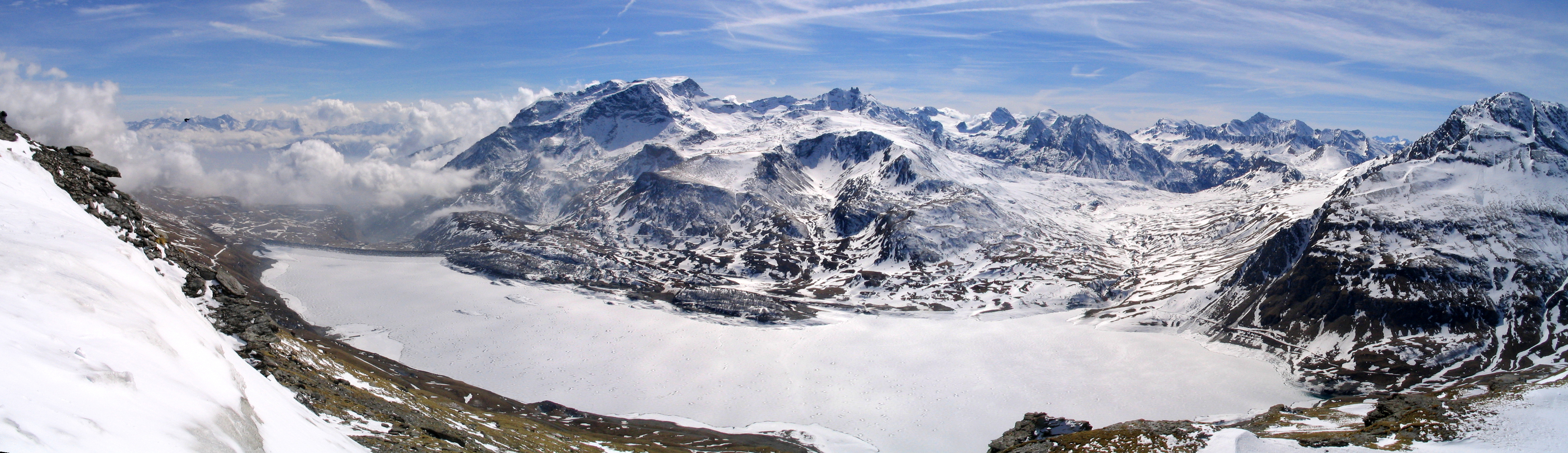
Le plateau du Mont-Cenis surplombant la commune participe au microclimat favorisant les retours d'est et un important effet de foehn.

### Voies de communication et transports

La route départementale 1006 en fond de vallée est l'unique voie permettant de relier l'ensemble des bourgs, le col du mont-Cenis surplombant la commune permet de rejoindre l'Italie.

- Route : 4 accès possibles par la route :
  - La route D1006 est le principal accès depuis Modane. La ville de Modane à 10 km est accessible en remontant la vallée de la Maurienne par cette même D1006 depuis Chambéry, par l'autoroute A43-Maurienne sortie 30 (Modane - Haute-Maurienne-Vanoise) ou par le tunnel du Fréjus depuis l'Italie (Turin/Bardonnèche) sortie 31 (Valfréjus - Haute-Maurienne-Vanoise).
  - Le col du Mont-Cenis (Fermé l'hiver) - À la frontière avec l'Italie, depuis Suse (IT) via la route SS25 qui devient en Savoie la D1006 et rejoint le hameau de Grand-Croix puis les villages de Lanslebourg et Lanslevillard.
  - Le col de l'Iseran (Fermé l'hiver) - Au village de Lanslevillard depuis Bonneval-sur-Arc accessible au sommet de la vallée de la Maurienne via le col qui la sépare de la vallée de la Tarentaise à Val-d'Isère.
  - La route D83 - Au village de Sardières depuis Aussois, accessible depuis Modane via la route D215. Modane accessible par la D1006 et l'A43 depuis Chambéry ou le tunnel du Fréjus depuis l'Italie.
- Rail : La gare ferroviaire la plus proche est la gare SNCF de Modane à 10 km, les trains arrivent en direct de grandes gares comme Paris, Aéroport de Lyon-Saint-Exupéry, Chambéry, Turin ou encore Milan. Depuis cette gare, Val-Cenis est accessible via le réseau de bus de Haute-Maurienne-Vanoise ou par les services de Taxi de Haute-Maurienne. La gare Italienne de Suse (Italie) à 35 km est accessible uniquement de mai à novembre (selon enneigement) par le Col du Mont-Cenis.
- Avion : Les aéroports les plus proches sont :
  - Aéroport Sandro-Pertini de Turin Caselle (100 km) ;
  - Aéroport de Chambéry-Savoie (120 km) - Services de bus vers Val-Cenis en hiver ;
  - Aéroport International de Lyon-Saint-Exupéry (200 km) - Services de bus vers Val-Cenis en hiver ;
  - Aéroport International de Genève-Cointrin (200 km) ;
  - Aéroport International de Milan-Malpensa (225 km) ;
  - Aéroport de Milan-Linate (245 km).

## Urbanisme

### Typologie
Au 1er janvier 2024, Val-Cenis est catégorisée commune rurale à habitat dispersé, selon la nouvelle grille communale de densité à sept niveaux définie par l'Insee en 2022.
Elle est située hors unité urbaine et hors attraction des villes,.

## Toponymie
La commune prend le nom de Val-Cenis en lien avec le massif du Mont-Cenis, situé sur le territoire de la commune.
Le toponyme Cenis désigne un lieu de « la couleur de la cendre, cendré, gris » (lat. Cinicius),.

## Histoire
La commune est née le 1er janvier 2017 du regroupement des anciennes communes de Bramans, Sollières-Sardières, Termignon, Lanslebourg-Mont-Cenis et Lanslevillard,.

## Politique et administration

### Administration municipale
Au premier tour des élections municipales de 2020, Jacques Arnoux (DVD) est élu premier maire de la commune nouvelle de Val-Cenis.
Le village de Termignon a été choisi comme chef-lieu, sa mairie historique sert de mairie de la commune de Val-Cenis. Les villages de Bramans, Lanslebourg-Mont-Cenis, Lanslevillard et Sollières-Sardières, ont gardé leurs mairies en tant que mairies des communes déléguées. Les maires des communes historiques, à la fusion en janvier 2017, ont pris le poste de maires délégués de leurs anciennes communes respectives.

### Listes des maires
| Période      | Période  | Identité       | Étiquette | Qualité            |
| ------------ | -------- | -------------- | --------- | ------------------ |
| Janvier 2017 | en cours | Jacques Arnoux | DVD       | Maire de Val-Cenis |

| Période      | Période      | Identité       | Étiquette | Qualité                                          |
| ------------ | ------------ | -------------- | --------- | ------------------------------------------------ |
| Janvier 2017 | Octobre 2017 | Thérèse Lehoux | SE        | 15e adjoint de Val-Cenis (jan. 2017 - oct. 2017) |
| Octobre 2017 | en cours     | Patrick Bois   | SE        | 2e adjoint de Val-Cenis (janv. 2017 - mai 2020)  |

| Période      | Période      | Identité         | Étiquette | Qualité                                        |
| ------------ | ------------ | ---------------- | --------- | ---------------------------------------------- |
| Janvier 2017 | Février 2017 | Jacques Arnoux   | SE        | Maire de Val-Cenis (depuis jan. 2017)          |
| Février 2017 | Mai 2020     | Pierre Vincendet | SE        | 5e adjoint de Val-Cenis (fév. 2017 - mai 2020) |
| Mai 2020     | en cours     | Fabien Gravier   | SE        |                                                |

| Période      | Période  | Identité         | Étiquette | Qualité                                         |
| ------------ | -------- | ---------------- | --------- | ----------------------------------------------- |
| Janvier 2017 | Mai 2020 | Paul Chevallier  | SE        | 1er adjoint de Val-Cenis (jan. 2017 - mai 2020) |
| Mai 2020     | en cours | Jaqueline Ménard | SE        |                                                 |

| Période      | Période  | Identité          | Étiquette | Qualité                                    |
| ------------ | -------- | ----------------- | --------- | ------------------------------------------ |
| Janvier 2017 | en cours | Jean-Louis Bougon | SE        | 4e adjoint de Val-Cenis (depuis jan. 2017) |

| Période      | Période  | Identité       | Étiquette | Qualité                                        |
| ------------ | -------- | -------------- | --------- | ---------------------------------------------- |
| Janvier 2017 | Mai 2020 | Rémy Zanatta   | SE        | 3e adjoint de Val-Cenis (jan. 2017 - mai 2020) |
| Mai 2020     | en cours | Gérald Bourdon | SE        |                                                |

## Population et société

### Démographie
L'évolution du nombre d'habitants est connue à travers les recensements de la population effectués dans la commune depuis sa création.

En 2022, la commune comptait 2 092 habitants, en évolution de −1,13 % par rapport à 2016 (Savoie : +3,63 %, France hors Mayotte : +2,11 %).
| 2015  | 2016  | 2017  | 2018  | 2022  |
| ----- | ----- | ----- | ----- | ----- |
| 2 141 | 2 116 | 2 088 | 2 061 | 2 092 |

### Manifestations culturelles et festivités
La fête traditionnelle du 15 août sur le village de Bramans.
La Grande Odyssée, course de chien de traineaux.
Démarré en 2002 à Termignon, le Festival national d'accordéon a lieu en hiver chaque année pendant une semaine.

### Sports
Le club des sports de la commune et de la station (C.S. Val Cenis) regroupe l’ensemble des activités sportives, axées principalement sur les sports d’hiver.

## Culture locale et patrimoine

### Lieux et monuments
- Fort de Variselle
- Fort de Ronce
- Église Saint-Pierre d'Extravache.
- Chapelle Saint-Sébastien de Lanslevillard.
- Église Saint-Michel de Lanslevillard.
- Chapelle Notre-Dame de la Visitation.

Le village de Bramans et son voisin géographique, le village de Jaillons (Piémont) font partie de l'Espace Hannibal, un projet de coopération transfrontalière. Il s'agit d'un réseau de sentiers de randonnées à but ludique entre les villages. Le docteur Marc Antoine de Lavis Trafford avait acquis la certitude qu'Hannibal, en 218 avant J.C, était passé par le col de Savine-Coche lors de sa traversée des Alpes. L'espace multi-loisirs Hannibal relate cet événement au moyen de panneaux, jeux, parcours sur ce même thème.

### Patrimoine naturel

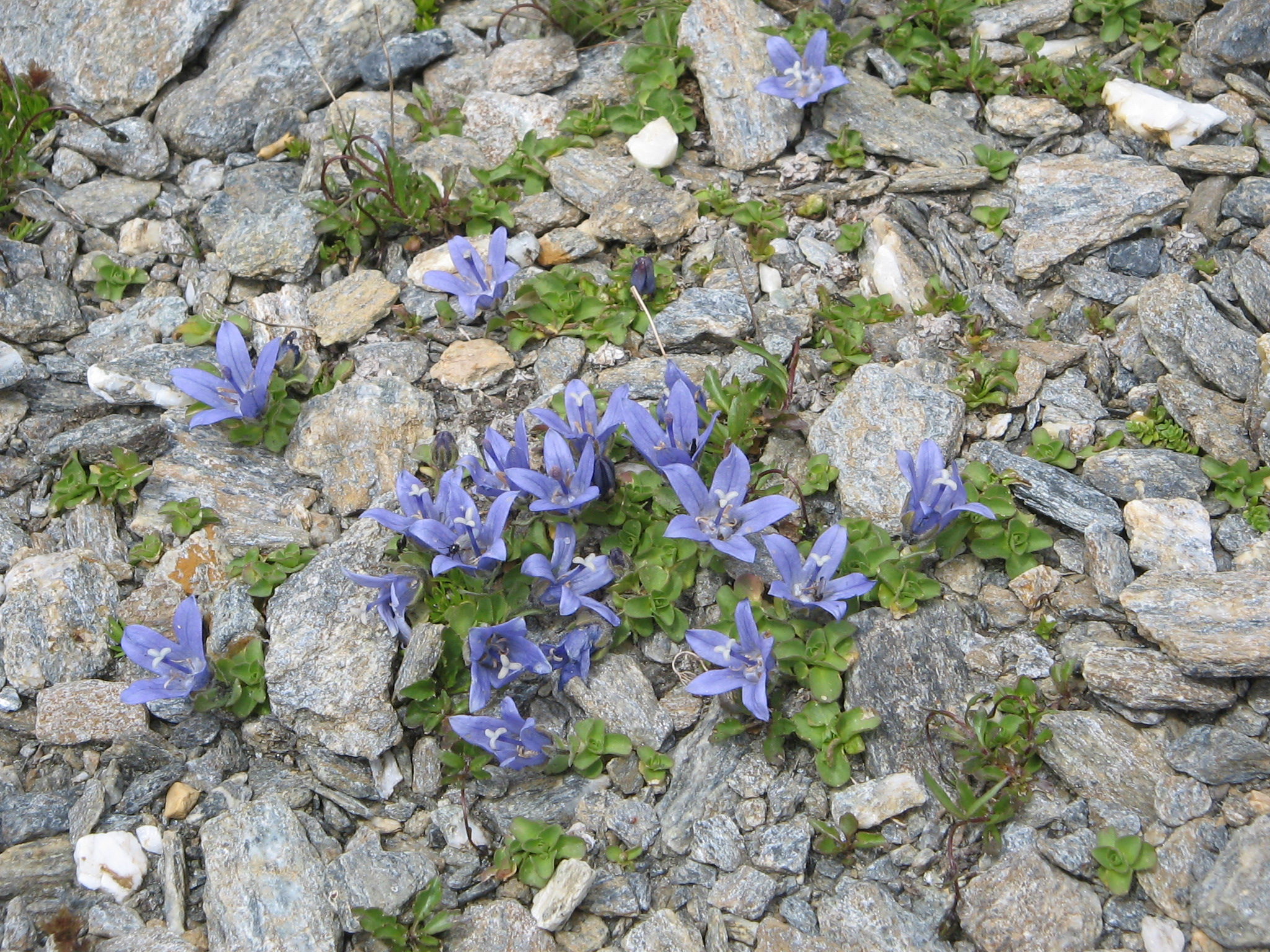
Campanule du Mont-Cenis : la flore rare et unique de la région est une des spécificités de la commune.

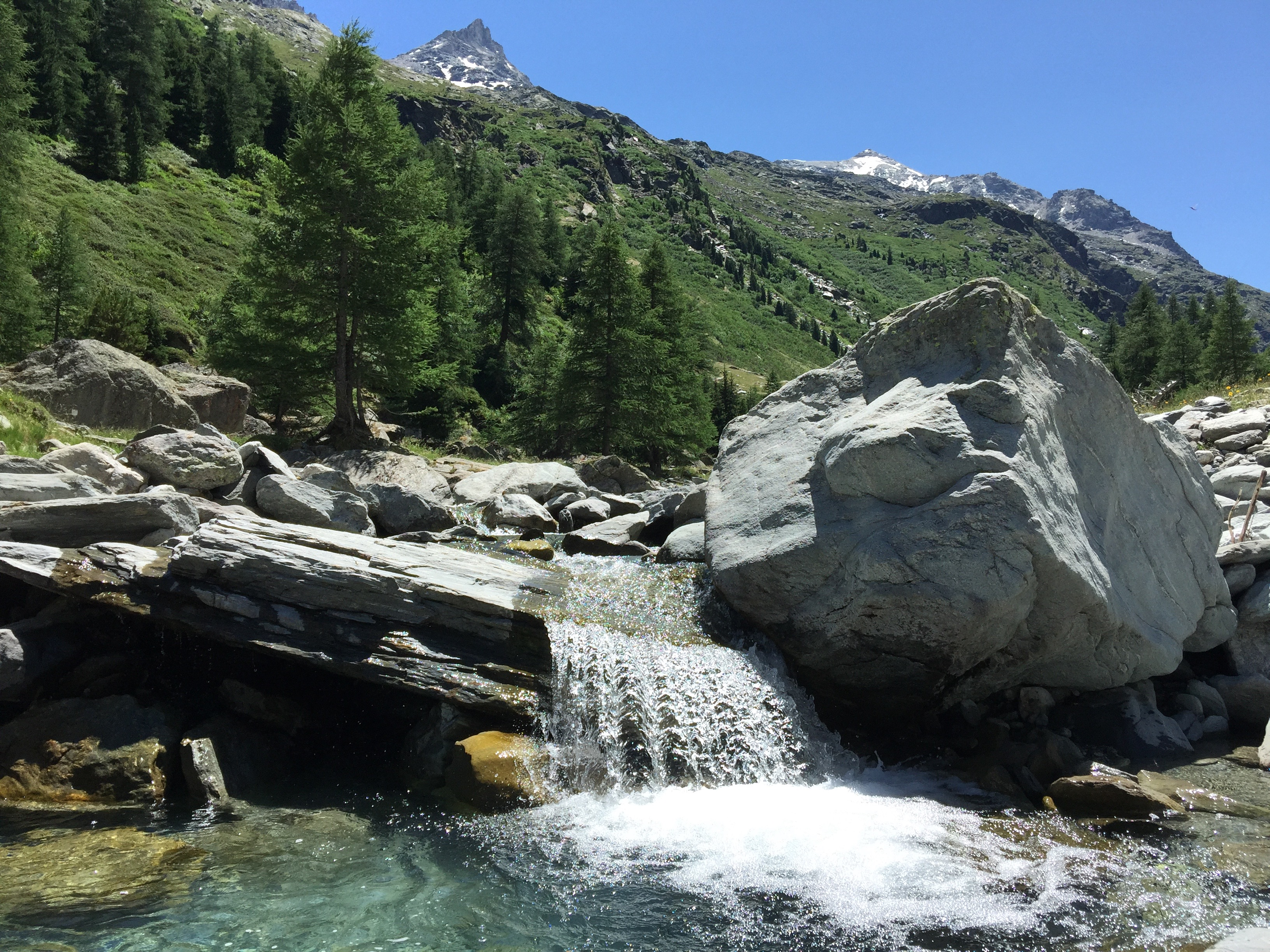
L'ensemble du massif du Mont-Cenis a gardé son caractère intact et sauvage grâce aux nombreuses mesures de protection environnementale.

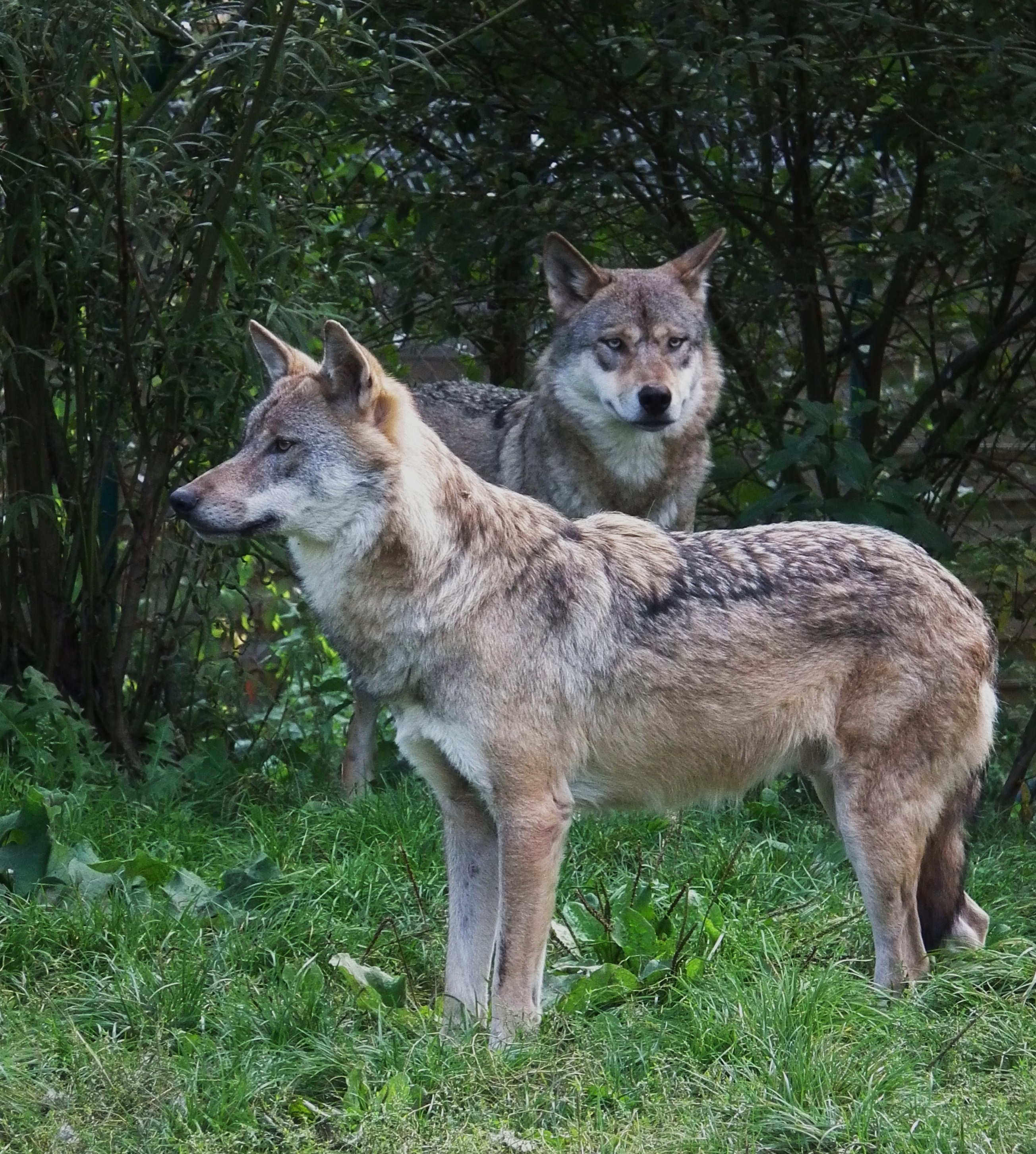
Le loup est de retour de manière permanente sur la commune, pour le plaisir des amoureux de la nature mais également la méfiance des éleveurs.

La cérémonie officielle d'inauguration du parc national de la Vanoise s'est déroulée sur la commune.
Des forêts environnantes sont, quant à elles, protégées dans le cadre du projet de préservation Natura 2000. Elles comportent entre autres essences; mélèzes, pins à crochets, et pins cembros appelés localement Arve ou Arolle. Ce résineux des Alpes par excellence est très présent sur le territoire. Son essence permet de perpétuer la tradition locale de sculpture sur bois, très prisés par les touristes à la recherche d'artisanat local.
La diversité des sols, l'amplitude climatique offerte grâce aux effets de foehn et l'altitude élevée des pelouses alpines protégées de l'adret sont autant de conditions permettant le développement d'une flore rare, comme la bruyère des Alpes, qui fleurit depuis le monolithe jusqu'à Lanslebourg, et, parfois même, unique en France telle que la violier du Valais. Cette diversité conduit les botanistes à baptiser certaines espèces en référence à l'un des massifs de la Haute-Maurienne.
Outre la Campanule du Mont-Cenis ou la pensée du Mont-Cenis, il existe une plante rarissime, la laîche des glaciers (Carex glacialis), présente exclusivement dans les régions boréales mais qui subsiste sur les hauteurs de Sollières et Lanslebourg. Découverte en 2004, elle suscite l'intérêt de la communauté scientifique et de nombreuses voix s'élèvent pour protéger ce site contre tout projet susceptible de mettre en péril son fragile habitat.
La commune accueille un cortège d’espèces végétales et animales (lièvre variable par exemple) réfugiées dans les Alpes après la dernière grande glaciation, il y a 12 000 ans. Elles sont les témoins d’un véritable milieu polaire en miniature, blotti dans les Alpes du Nord. Ces vestiges vivants sont précieux et protégés.
Pas moins d’une douzaine d’espèces végétales, protégées par la loi française, est déjà inventoriée.
Le parc national de la Vanoise est un le pôle d'attractivité majeur de la commune. Il offre aux amoureux de la nature la possibilité de voir, dans leur habitat naturel, des espèces animales de montagne qui avaient totalement disparues et qui ont été réintroduites avec succès grâce à la protection offerte par le pionnier des parcs nationaux de France. Ainsi le gypaète barbu, le plus grand oiseau des Alpes, survole de nouveau le ciel de la commune.
Lynx, aigles royaux, bouquetins et chamois sont autant d'espèces endémiques qui peuplent la commune et s'offrent à la vue des randonneurs.

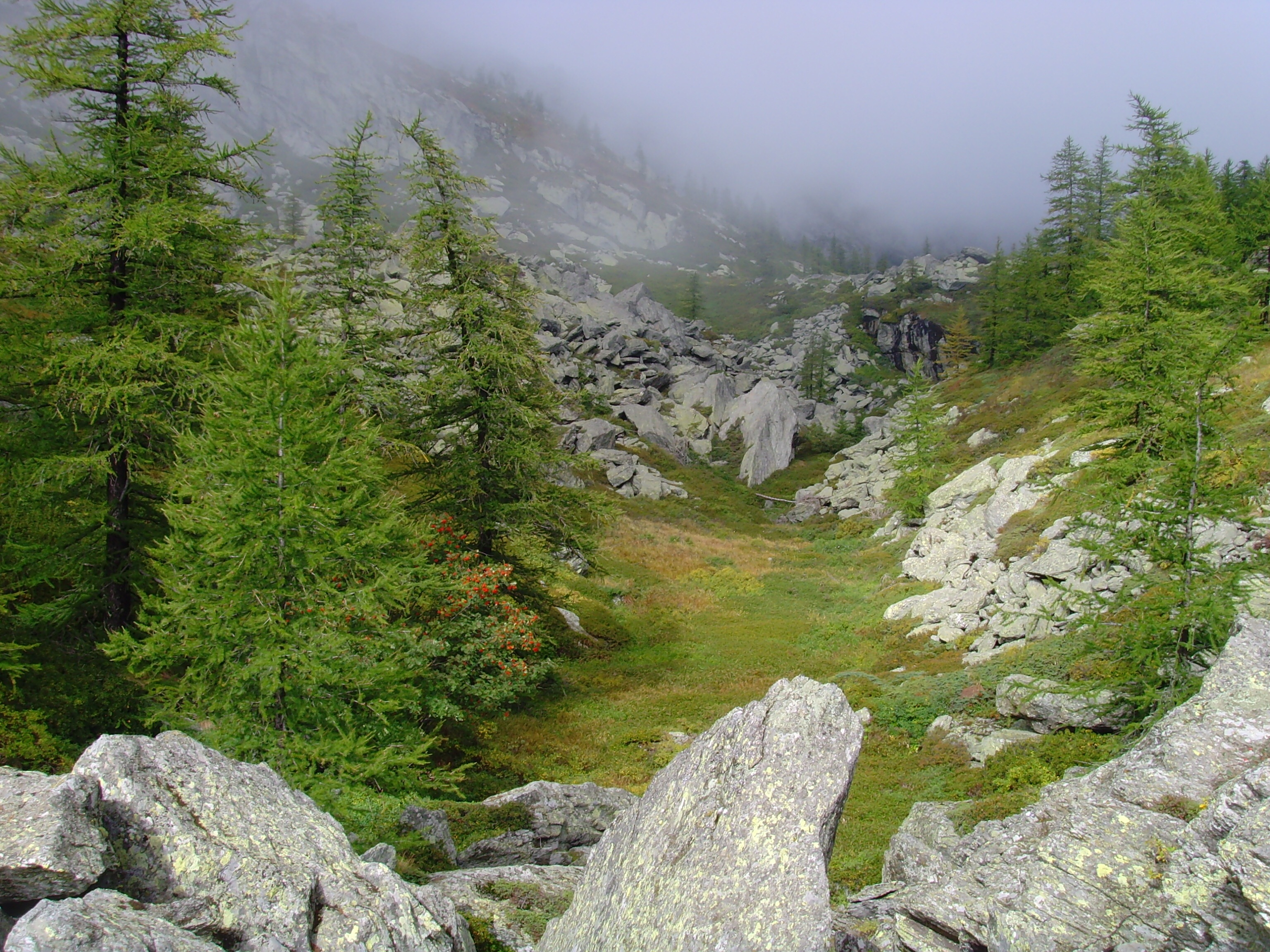
Forêt et tourbières siliceuses du Roterel sur le versant oriental du plateau de Mont-Cenis surplombant le hameau de Grand-Croix, classé en Znieff et arrêté de Biotope en 1991.

Le loup fait son retour en 2003 et des meutes s'y sont installées de manière permanente, forçant les bergers à adopter de nouvelles techniques de gardiennage des troupeaux, avec l'apparition du Patou, qui contrairement aux chiens de berger, n'est pas utilisé pour la conduite du troupeau, mais exclusivement sa protection contre tout éventuel intrus.
La commune compte également, sur son territoire, de nombreuses zones naturelles d'intérêt écologique, faunistique et floristique (ZNIEFF) :
- adrets de la Maurienne (820031698) ;
- forêts de résineux de l’ubac de la Haute Maurienne (820031513) ;
- massif de la Vanoise (820031327) ;
- massif du Mont-Cenis (820031688) ;
- pinèdes autour du monolithe de Sardières (820031317) ;
- plateau du Mont-Cenis (820031720).